# La Pluie, avant qu'elle tombe
La Pluie, avant qu'elle tombe (The Rain Before It Falls) est un roman de Jonathan Coe, paru en 2007, en Angleterre.

## Résumé
Rosamond vient de mourir, à 73 ans, et laisse derrière elle des cassettes dans lesquelles elle raconte l'histoire de sa vie, en décrivant vingt photos. Ces cassettes sont destinées à Imogen, une jeune femme aveugle, la fille de Théa, qui a vécu chez Rosamond et sa compagne quand elle était enfant. Mais Imogen restant introuvable, ce sont Gill, la nièce de Rosamond, et ses deux filles qui vont écouter les cassettes, se plongeant ainsi dans un passé familial dont elles ignoraient tout.

## Analyse
Bien que très postérieur à La Maison du sommeil (1997), La Pluie avant qu'elle tombe compte un certain nombre de thèmes, presque d'obsessions, qui lui sont communs. L'importance de l'image, ici photographique — dans le précédent cinématographique — renvoie à la quête d'identité. Qui est cette petite Imogen ? Qui sont ses parents ? Quels liens entre les personnages qui défilent d'une photo à l'autre ? La vieille femme mourante lui révèle un passé à travers des photos que l'enfant ne peut pas voir.  Dans La Maison du sommeil, l'identité des personnages se révèle aussi peu à peu ou se modifie, comme c'est le cas de Robert devenu Cléo. Cette quête est fortement en rapport avec la sexualité, l'homosexualité et la transidentité : une préoccupation de Coe qui lui est personnelle ou qui cherche à enclencher un débat de société.

## Citations
« Il n'y a rien à dire, je crois, d'un bonheur qui ne comporte aucun défaut, aucune ombre, aucune tache — si ce n'est la certitude qu'il aura une fin. » (Folio p. 163)

## Éditions
Le livre a été traduit en français par Jamila et Serge Chauvin. La traduction française est parue en 2009.